# 大高前駅
大高前駅（だいこうまええき）は、かつて栃木県大田原市紫塚にあった東野鉄道の駅（廃駅）である。

## 歴史
- 1933年（昭和8年）8月17日：成田山前駅として開業。
- 1940年（昭和15年）3月4日：乃木神社前、中田原、白旗城跡前と共に廃止申請が行われる[1]（昭和14年の調べでは1日の利用者は25人であったが大田原中学校（現在の大田原高等学校）が在ったため存続が決まった[2]。）
- 1951年（昭和26年）：成田山前駅を大高前駅へ改称。
- 1968年（昭和43年）12月16日：廃止。

## 駅構造
単式ホーム1面1線の地上駅。

## 駅周辺
駅名の「大高」とは栃木県立大田原高等学校を指す略称である。
- 栃木県立大田原高等学校
- 栃木県大田原警察署
- 大田原税務署
- 経塚稲荷神社
- 成田山遍照院

駅のプラットホームから降りて線路をわたり、経塚稲荷神社（成田山方向）に向かう参道には、コンクリート製の石碑があり「経塚稲荷神社」と表記されている。現在、民家の塀に挟まれてはいるが、文字は判読できる状態である。

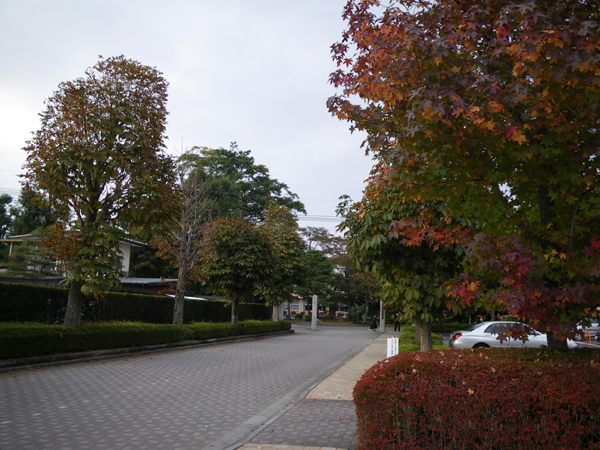
栃木県立大田原高等学校（2009年10月）
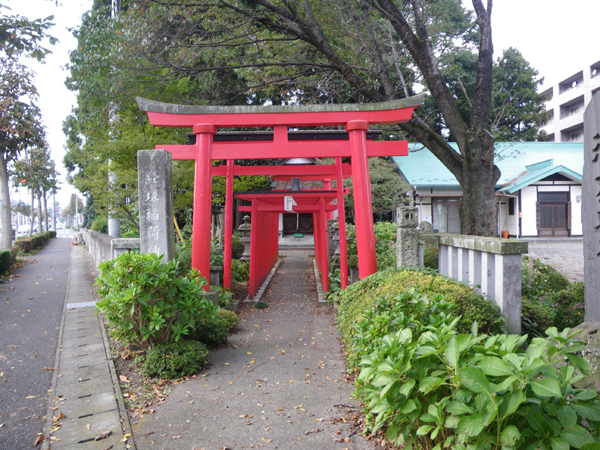
経塚稲荷神社（2009年10月）
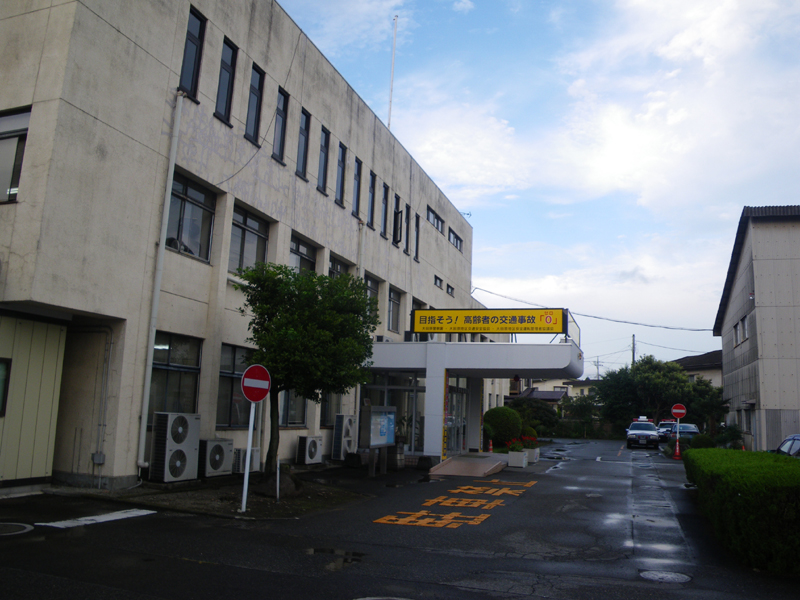
栃木県大田原警察署（2009年9月）

## 現状
跡地付近には駅のホームを模したモニュメントがある。また大田原駅方面はぽっぽ通りの終端となる「ポッポ公園」と隣接している。

## 隣の駅
東野鉄道
東野線
乃木神社前駅 - 大高前駅 - 大田原駅